# Fernando Carballo Blanco
Fernando Carballo Blanco (Valladolid, 30 de mayo de 1924 - Dénia, Marina Alta, 5 de noviembre de 1993) fue un anarcosindicalista y resistente antifranquista español.

## Biografía
Su padre, Aniceto Carballo, era un militante de la CNT que trabajaba en la Compañía de los Caminos de Hierro del Norte de España que fue fusilado en 1936 por los sublevados en Valladolid. Su madre, Concepción Blanco, fue internada en el Hospital de Valladolid, y él fue encarcelado cinco meses en 1939 por no querer rectificar y decir que su padre había sido ejecutado, como quería el comisario, en vez de asesinado, como decía él.
Una vez liberado en 1940 se estableció en Valencia, donde malvivía trabajando de carpintero y fue detenido para robar unos cacahuetes. En la prisión contactó con militantes de la CNT. En 1942 trabajó recogiendo y sembrando arroz en Vinaroz, Valencia y Tarragona a la vez que trataba con animales y hacía de estraperlista. El 1946 fue detenido en Móra de Ebro cuando se resistió a un sereno que quería quitarle el óleo de estraperlo. En 1947 fue liberado, y en 1948 encarcelado de nuevo bajo acusación de pertenecer a Socorro Rojo Internacional. Finalmente fue acusado de robo en Tivisa y condenado a 13 años de prisión. En 1949 fue enviado al Penal del Puerto de Santa María y de allí al Penal de Ocaña, donde aprendió el oficio de sastre. En 1955 recibió la libertad condicional y en 1956 se casó con Juana Rodríguez Olivar.
Se afilió a la CNT en 1963 y se dedicó a tareas propagandísticas para Defensa Interior. El 11 de agosto de 1964 fue detenido en la calle Princesa de Madrid con el activista anarquista escocés Stuart Christie por tenencia de explosivos y por intención de cometer atentados contra el régimen aprovechando el partido de fútbol España-URSS en el Estadio Santiago Bernabéu de Madrid que se había celebrado en junio de aquel año. El 1 de septiembre de 1964 un consejo de guerra le condenó a 30 años de prisión. Stuart Christie a 20.
En noviembre de 1969 llevó a cabo una huelga de hambre para obtener el estatus de preso político. El noviembre de 1970, en la prisión de Burgos, realizó una nueva huelga de hambre en solidaridad con los presos de ETA. Hasta el 1971 restó cerrado en Burgos, de 1971 a 1975 en Alicante y después pasó por varias prisiones (Córdoba, Valladolid, Alcalá de Henares, Jaén, El Puerto, Carabanchel, etc.). El diciembre de 1976, después de pasar 26 años cerrado, convirtiéndose en el preso político que pasó más tiempo encarcelado por el franquismo, se puso en marcha desde Francia una campaña para obtener su liberación. Finalmente fue amnistiado y liberado el 13 de enero de 1977 del Reformatorio de Adultos de Alicante.
Al salir de prisión intervino en mítines y charlas de la CNT en París, Burdeos y San Sebastián de los Reyes. Se instaló primero en Alicante y después en Dénia. Fue detenido nuevamente el enero de 1979 y condenado a un año y medio de prisión. Murió el 5 de noviembre de 1993 en Dénia de un paro cardiaco mientras dormía.